# Springfield (Vermont)
Springfield – miasto w Stanach Zjednoczonych, w stanie Vermont, w hrabstwie Windsor.